# Ryzen
Ryzen è una linea di microprocessori x86-64 progettati e commercializzati da Advanced Micro Devices Inc. (AMD) per piattaforme desktop, mobili ed embedded basate sulla microarchitettura Zen e successori.
Consiste in unità centrali di elaborazione (CPU) affiancate dall'unità di elaborazione accelerata (APU) chiamata AMD Fusion, commercializzata per segmenti mainstream, workstation ed entry-level nonché sistemi integrati. Mentre la maggior parte dei prodotti Ryzen sono destinati all'uso con il socket AM4, nell'agosto 2017 AMD ha aggiunto una linea di processori desktop ad alto numero di core rivolti al mercato delle workstation con il marchio Ryzen Threadripper che utilizzano i socket TR4 e sTRX4 e quindi supportano più canali di memoria e PCI Express.

## Storia
AMD ha annunciato ufficialmente i primi prodotti Ryzen a 14 nm durante l'evento di New Horizon il 13 dicembre 2016 e li ha introdotti il 2 marzo 2017 con i primi processori a 8 core e 16 thread. Essi presentano un incremento delle Istruzioni per ciclo (IPC) del 52% rispetto alle CPU precedenti e sono basati su architettura Zen che ha permesso ad AMD di rientrare nel mercato dei microprocessori, soprattutto di fascia alta.
La seconda generazione (2xxx) di CPU Ryzen introduce nell'aprile 2018 la microarchitettura Zen+ che si basa su un processo produttivo a 12 nm (GlobalFoundries) e che sistema i problemi della latenza della cache e della memoria, tipici dei primi Ryzen. Presenta un miglioramento complessivo del 10% (circa il 3% in IPC e 6% in frequenza) rispetto alla prima generazione (1xxx). 
La terza generazione (3xxx), basata su Zen 2, con miglioramenti di progettazione più significativi e un'ulteriore riduzione del processo produttivo TSMC 7 nm, è stata lanciata il 7 luglio 2019. È caratterizzata da un aumento del 15% IPC, anche se secondo MSI e userbenchmark l'incremento è solo del 13%. Il 16 giugno 2020 sono stati annunciati da AMD i nuovi processori XT della serie Ryzen 3000 con un boost clock superiore di 100 MHz rispetto agli originali.
La quarta generazione (5xxx) dei Ryzen ha come fondamento Zen 3, che è basato su un processo produttivo a 7nm+ che porta migliorie nei calcoli single-thread, un IPC del 19% rispetto a Zen 2 e frequenze operative vicine ai 5 GHz. È stata annunciata il 5 novembre 2020 da Lisa Su sui canali ufficiali AMD.
La quinta generazione (7xxx) è stata rilasciata il 27 settembre 2022; utilizza la nuova microarchitettura Zen 4 che aumenta ulteriormente l'ICP del 13% e la frequenza del 15% (il boost del modello top di gamma arriva a 5,7 GHz, 800 MHz in più rispetto alla generazione precedente), portando il miglioramento di prestazioni su thread singolo al 30% circa, grazie a un nuovo processo produttivo a 5nm (TSMC). Inoltre i Ryzen 7000 sfruttano il nuovo socket AM5, compatibile con le RAM DDR5 e con il PCIe 5.0.
Negli ultimi anni, i processori Ryzen sono stati adattati ad applicazioni di intelligenza artificiale, con la linea Ryzen AI, che unisce la generalità di una CPU, con le prestazioni di GPU ed XDNA. Quest'ultimo è un componente hardware basato su AI engine che mira ad accelerare, in modo efficiente, applicazioni in campo machine learning e deep learning.

## Caratteristiche tecniche
- Socket AM4 per Ryzen e Socket TR4 per Ryzen Threadripper.[16][17]
- 4,8 miliardi di transistor per 192 mm2[18] 8-core "Zeppelin" die[19] con un die utilizzato per Ryzen e due per Ryzen Threadripper.
- Stepping: B1[20]
- Supporto RAM: 
  - Ryzen dual-channel: DDR4 –2666 × 2 singolo rank, DDR4–2400 × 2 doppio rank, DDR4–2133 × 4 singolo rank o DDR4–1866 × 4 doppio rank.[21]
  - Ryzen Threadripper quad-channel: DDR4–2666 × 4 singolo rank, DDR4–2400 × 4 doppio rank, DDR4–2133 × 8 singolo rank o DDR4–1866 × 8 doppio rank.
- Set di istruzioni: x87, MMX, SSE, SSE2, SSE3, SSSE3, SSE4.1, SSE4.2, AES, CLMUL, AVX, AVX2, FMA3, CVT16 / F16C, ABM, BMI1, BMI2, SHA.[22]
- Tutte le CPU Ryzen hanno i moltiplicatori sbloccati.
- La tecnologia SenseMI di AMD monitora continuamente il processore e utilizza Infinity Control Fabric per offrire le seguenti funzionalità:[23][24]
  1. Pure Power riduce l'intera rampa di tensione (volt) del processore e la velocità di clock, per carichi leggeri.
  2. Precision Boost aumenta la tensione (volt) del processore e la velocità di clock di 100-200 MHz se sono attivi tre o più core (cinque o più con incremento di 300 MHz, nel caso di Threadripper); l-incremento è maggiore quando sono attivi meno di tre core (meno di cinque, nel caso di Threadripper).[25]
  3. XFR (eXtended Frequency Range) mira a mantenere la velocità di clock media più vicina al massimo boost di precisione, quando è disponibile un raffreddamento sufficiente.[26]
  4. Per ottimizzare il flusso di lavoro di istruzioni e la gestione della cache, Neural Net Prediction e Smart Prefetch all'interno del processore usano un percettrone basato su branch prediction neurali.

Ryzen è stato lanciato insieme a una linea di nuovi dissipatori ad aria per Socket AM4: Wraith Stealth, Wraith Spire e Wraith Max. Questa linea sostituisce il dissipatore ad aria originale AMD Wraith, commercializzato a metà 2016. Wraith Stealth è un'unità a basso profilo pensata per le CPU di fascia bassa con rating per un TDP di 65 W, mentre Wraith Spire è il dissipatore per le CPU mainstream con rating TDP di 95 W, insieme all'illuminazione RGB opzionale su alcuni modelli. Wraith Max è un dissipatore più grande con heatpipe per un TDP 140 W.

## Tabella delle CPU Ryzen

### Ryzen 1000
- In questa generazione AMD produce solamente CPU senza una parte grafica integrata (APU).
- I processori sono divisi in Ryzen 3 (fascia bassa), Ryzen 5 (fascia media) e Ryzen 7 (fascia alta);[28] dalla terza generazione verrà aggiunto anche il Ryzen 9 (fascia enthusiast).
- I Ryzen Threadripper sono processori con maggiori prestazioni, Linee PCIe e canali di memoria aggiuntivi rivolti al mercato delle workstation enthusiast.
- Microarchitettura: Zen
- Cache di primo livello: 64 KB istruzioni + 32 KB dati per core
- Cache di secondo livello: 512 KB per core
- Cache di terzo livello: unificata
- Processo produttivo: GlobalFoundries 14nm
- Core: Summit Ridge / Whitehaven (Threadripper)[29]

| Modello            | Data di uscita | Prezzo MSRP (USD) | Core/Thread | Frequenza (GHz) | Frequenza (GHz) | Memoria Cache | Memoria Cache | Memoria Cache | Socket      | Linee PCIe          | Supporto RAM                 | TDP (W) |
| Modello            | Data di uscita | Prezzo MSRP (USD) | Core/Thread | Base            | Boost           | L1            | L2            | L3            | Socket      | Linee PCIe          | Supporto RAM                 | TDP (W) |
| Ryzen 3            | Ryzen 3        | Ryzen 3           | Ryzen 3     | Ryzen 3         | Ryzen 3         | Ryzen 3       | Ryzen 3       | Ryzen 3       | Ryzen 3     | Ryzen 3             | Ryzen 3                      | Ryzen 3 |
| ------------------ | -------------- | ----------------- | ----------- | --------------- | --------------- | ------------- | ------------- | ------------- | ----------- | ------------------- | ---------------------------- | ------- |
| 1200               | 27/07/2017     | 109               | 4/4         | 3,1             | 3,4             | 384 KB        | 2048 KB       | 8 MB          | AM4         | 16 Gen.3 (Solo CPU) | DDR4-2667 MHz (Dual channel) | 65      |
| 1300X              | 27/07/2017     | 129               | 4/4         | 3,4             | 3,7             | 384 KB        | 2048 KB       | 8 MB          | AM4         | 16 Gen.3 (Solo CPU) | DDR4-2667 MHz (Dual channel) | 65      |
| PRO 1200           | 29/06/2017     | OEM               | 4/4         | 3,1             | 3,4             | 384 KB        | 2048 KB       | 8 MB          | AM4         | 16 Gen.3 (Solo CPU) | DDR4-2667 MHz (Dual channel) | 65      |
| PRO 1300           | 29/06/2017     | OEM               | 4/4         | 3,5             | 2,7             | 384 KB        | 2048 KB       | 8 MB          | AM4         | 16 Gen.3 (Solo CPU) | DDR4-2667 MHz (Dual channel) | 65      |
| Ryzen 5            |                |                   |             |                 |                 |               |               |               |             |                     |                              |         |
| 1400               | 11/04/2017     | 169               | 4/8         | 3,2             | 3,4             | 384 KB        | 3072 KB       | 8 MB          | AM4         | 16 Gen.3 (Solo CPU) | DDR4-2667 MHz (Dual channel) | 65      |
| 1500X              | 11/04/2017     | 189               | 4/8         | 3,5             | 3,7             | 384 KB        | 3072 KB       | 16 MB         | AM4         | 16 Gen.3 (Solo CPU) | DDR4-2667 MHz (Dual channel) | 65      |
| 1600               | 11/04/2017     | 219               | 6/12        | 3,2             | 3,6             | 576 KiB       | 3072 KB       | 16 MB         | AM4         | 16 Gen.3 (Solo CPU) | DDR4-2667 MHz (Dual channel) | 65      |
| 1600X              | 11/04/2017     | 249               | 6/12        | 3,6             | 4,0             | 576 KiB       | 3072 KB       | 16 MB         | AM4         | 16 Gen.3 (Solo CPU) | DDR4-2667 MHz (Dual channel) | 95      |
| PRO 1500           | 29/06/2017     | OEM               | 4/8         | 3,5             | 3,7             | 384 KB        | 2048 KB       | 16 MB         | AM4         | 16 Gen.3 (Solo CPU) | DDR4-2667 MHz (Dual channel) | 65      |
| PRO 1600           | 29/06/2017     | OEM               | 6/12        | 3,2             | 3,6             | 576 KB        | 3072 KB       | 16 MB         | AM4         | 16 Gen.3 (Solo CPU) | DDR4-2667 MHz (Dual channel) | 65      |
| Ryzen 7            |                |                   |             |                 |                 |               |               |               |             |                     |                              |         |
| 1700               | 02/03/2017     | 329               | 8/16        | 3,0             | 3,7             | 768 KB        | 4096 KB       | 16 MB         | AM4         | 16 Gen.3 (Solo CPU) | DDR4-2667 MHz (Dual channel) | 65      |
| 1700X              | 02/03/2017     | 399               | 8/16        | 3,4             | 3,8             | 768 KB        | 4096 KB       | 16 MB         | AM4         | 16 Gen.3 (Solo CPU) | DDR4-2667 MHz (Dual channel) | 95      |
| 1800X              | 02/03/2017     | 499               | 8/16        | 3,6             | 4,0             | 768 KB        | 4096 KB       | 16 MB         | AM4         | 16 Gen.3 (Solo CPU) | DDR4-2667 MHz (Dual channel) | 95      |
| PRO 1700           | 29/07/2017     | OEM               | 8/16        | 3,0             | 3,7             | 768 KB        | 4096 KB       | 16 MB         | AM4         | 16 Gen.3 (Solo CPU) | DDR4-2667 MHz (Dual channel) | 65      |
| PRO 1700X          | 29/07/2017     | OEM               | 8/16        | 3,4             | 3,8             | 768 KB        | 4096 KB       | 16 MB         | AM4         | 16 Gen.3 (Solo CPU) | DDR4-2667 MHz (Dual channel) | 95      |
| Ryzen Threadripper |                |                   |             |                 |                 |               |               |               |             |                     |                              |         |
| 1900X              | 31/08/2017     | 549               | 8/16        | 3,8             | 4,0             | 768 KB        | 4096 KB       | 32 MB         | TR4 (SP3r2) | 60 Gen.3 (Solo CPU) | DDR4-2667 MHz (Quad channel) | 180     |
| 1920X              | 10/08/2017     | 799               | 12/24       | 3,5             | 4,0             | 1152 KB       | 6144 KB       | 32 MB         | TR4 (SP3r2) | 60 Gen.3 (Solo CPU) | DDR4-2667 MHz (Quad channel) | 180     |
| 1950X              | 10/08/2017     | 999               | 16/32       | 3,4             | 4,0             | 1536 KB       | 8192 KB       | 32 MB         | TR4 (SP3r2) | 60 Gen.3 (Solo CPU) | DDR4-2667 MHz (Quad channel) | 180     |

### Ryzen 2000

#### Desktop / Workstation (Threadripper)
- Microarchitettura: Zen+
- Cache di primo livello: 64 KB istruzioni + 32 KB dati per core
- Cache di secondo livello: 512 KB per core
- Cache di terzo livello: unificata
- Processo produttivo: GlobalFoundries 12nm
- Core: Pinnacle Ridge / Colfax (Threadripper)

| Modello            | Data di uscita | Prezzo MSRP (USD) | Core/Thread | Frequenza (GHz) | Frequenza (GHz) | Memoria Cache | Memoria Cache | Memoria Cache | Socket      | Linee PCIe           | Supporto RAM                 | TDP (W) |
| Modello            | Data di uscita | Prezzo MSRP (USD) | Core/Thread | Base            | Boost           | L1            | L2            | L3            | Socket      | Linee PCIe           | Supporto RAM                 | TDP (W) |
| Ryzen 3            | Ryzen 3        | Ryzen 3           | Ryzen 3     | Ryzen 3         | Ryzen 3         | Ryzen 3       | Ryzen 3       | Ryzen 3       | Ryzen 3     | Ryzen 3              | Ryzen 3                      | Ryzen 3 |
| ------------------ | -------------- | ----------------- | ----------- | --------------- | --------------- | ------------- | ------------- | ------------- | ----------- | -------------------- | ---------------------------- | ------- |
| 2300X              | 10/09/2018     | OEM               | 4/4         | 3,5             | 4,0             | 384 KB        | 2048 KB       | 4 MB          | AM4         | 16 Gen. 3 (Solo CPU) | DDR4 2933 MHz (Dual channel) | 65      |
| Ryzen 5            |                |                   |             |                 |                 |               |               |               |             |                      |                              |         |
| 2500X              | 10/09/2018     | OEM               | 4/8         | 3,6             | 4,0             | 384 KB        | 2048 KB       | 8 MB          | AM4         | 16 Gen. 3 (Solo CPU) | DDR4 2933 MHz (Dual channel) | 65      |
| 2600E              | 19/04/2018     | OEM               | 6/12        | 3,1             | 4,0             | 576 KB        | 3072 KB       | 16 MB         | AM4         | 16 Gen. 3 (Solo CPU) | DDR4 2933 MHz (Dual channel) | 65      |
| 2600               | 19/04/2018     | 199               | 6/12        | 3,4             | 3,9             | 576 KB        | 3072 KB       | 16 MB         | AM4         | 16 Gen. 3 (Solo CPU) | DDR4 2933 MHz (Dual channel) | 65      |
| 2600X              | 19/04/2018     | 229               | 6/12        | 3,6             | 4,25            | 576 KB        | 3072 KB       | 16 MB         | AM4         | 16 Gen. 3 (Solo CPU) | DDR4 2933 MHz (Dual channel) | 95      |
| Ryzen 7            |                |                   |             |                 |                 |               |               |               |             |                      |                              |         |
| 2700E              | 19/09/2018     | OEM               | 8/16        | 2,8             | 4,0             | 768 KB        | 4096 KB       | 16 MB         | AM4         | 16 Gen. 3 (Solo CPU) | DDR4 2933 MHz (Dual channel) | 65      |
| 2700               | 19/04/2018     | 299               | 8/16        | 3,2             | 4,1             | 768 KB        | 4096 KB       | 16 MB         | AM4         | 16 Gen. 3 (Solo CPU) | DDR4 2933 MHz (Dual channel) | 65      |
| PRO 2700           | 19/09/2018     | OEM               | 8/16        | 3,2             | 4,1             | 768 KB        | 4096 KB       | 16 MB         | AM4         | 16 Gen. 3 (Solo CPU) | DDR4 2933 MHz (Dual channel) | 65      |
| PRO 2700X          | 19/09/2018     | OEM               | 8/16        | 3,6             | 4,1             | 768 KB        | 4096 KB       | 16 MB         | AM4         | 16 Gen. 3 (Solo CPU) | DDR4 2933 MHz (Dual channel) | 95      |
| 2700X              | 19/04/2018     | 329               | 8/16        | 3,7             | 4,35            | 768 KB        | 4096 KB       | 16 MB         | AM4         | 16 Gen. 3 (Solo CPU) | DDR4 2933 MHz (Dual channel) | 105     |
| Ryzen Threadripper |                |                   |             |                 |                 |               |               |               |             |                      |                              |         |
| 2920X              | 03/10/2018     | 649               | 12/24       | 3,5             | 4,3             | 1152 KB       | 6144 KB       | 32 MB         | TR4 (SP3r2) | 60 Gen.3 (Solo CPU)  | DDR4 2933 MHz (Quad channel) | 180     |
| 2950X              | 31/08/2018     | 899               | 16/32       | 3,5             | 4,4             | 1536 KB       | 8196 KB       | 32 MB         | TR4 (SP3r2) | 60 Gen.3 (Solo CPU)  | DDR4 2933 MHz (Quad channel) | 180     |
| 2970WX             | 02/10/2018     | 1299              | 24/48       | 3,0             | 4,2             | 2304 KB       | 12288 KB      | 64 MB         | TR4 (SP3r2) | 60 Gen.3 (Solo CPU)  | DDR4 2933 MHz (Quad channel) | 250     |
| 2990WX             | 13/08/2018     | 1799              | 32/64       | 3,0             | 4,2             | 3072 KB       | 16384 KB      | 64 MB         | TR4 (SP3r2) | 60 Gen.3 (Solo CPU)  | DDR4 2933 MHz (Quad channel) | 250     |

#### APU
- Microarchitettura: Zen+
- Cache di primo livello: 128 KB per core
- Cache di secondo livello: 512 KB per core
- Cache di terzo livello: unificata
- Processo produttivo: GlobalFoundries 14nm
- Core: Raven Ridge

| Modello | Data di uscita | Prezzo MSRP (USD) | Core/Thread | Frequenza (GHz) | Frequenza (GHz) | Memoria Cache | Memoria Cache | Memoria Cache | Socket  | Linee PCIe          | Supporto RAM                 | GPU        | TDP (W) |
| Modello | Data di uscita | Prezzo MSRP (USD) | Core/Thread | Base            | Boost           | L1            | L2            | L3            | Socket  | Linee PCIe          | Supporto RAM                 | GPU        | TDP (W) |
| Ryzen 3 | Ryzen 3        | Ryzen 3           | Ryzen 3     | Ryzen 3         | Ryzen 3         | Ryzen 3       | Ryzen 3       | Ryzen 3       | Ryzen 3 | Ryzen 3             | Ryzen 3                      | Ryzen 3    | Ryzen 3 |
| ------- | -------------- | ----------------- | ----------- | --------------- | --------------- | ------------- | ------------- | ------------- | ------- | ------------------- | ---------------------------- | ---------- | ------- |
| 2200GE  | 10/05/2018     | OEM               | 4/4         | 3,2             | 3,6             | 512 KB        | 2048 KB       | 4 MB          | AM4     | 8 Gen. 3 (Solo CPU) | DDR4-2933 MHz (Dual Channel) | Vega 8     | 35      |
| 2200G   | 12/02/2018     | OEM               | 4/4         | 3,5             | 3,7             | 512 KB        | 2048 KB       | 4 MB          | AM4     | 8 Gen. 3 (Solo CPU) | DDR4-2933 MHz (Dual Channel) | Vega 8     | 65      |
| Ryzen 5 |                |                   |             |                 |                 |               |               |               |         |                     |                              |            |         |
| 2400G   | 12/02/2018     | 169               | 4/8         | 3,6             | 3,9             | 512 KB        | 2048 KB       | 4 MB          | AM4     | 8 Gen. 3 (Solo CPU) | DDR4-2933 MHz (Dual Channel) | RX Vega 11 | 65      |
| 2400GE  | 19/04/2018     | OEM               | 4/8         | 3,2             | 3,8             | 512 KB        | 2048 KB       | 4 MB          | AM4     | 8 Gen. 3 (Solo CPU) | DDR4-2933 MHz (Dual Channel) | RX Vega 11 | 65      |

#### Mobile
- Microarchitettura: Zen
- Cache di primo livello: 128 KB per core
- Cache di secondo livello: 512 KB per core
- Cache di terzo livello: unificata
- Processo produttivo: GlobalFoundries 14nm
- Core: Raven Ridge

| Modello | Data di uscita | Core/Thread | Frequenza (GHz) | Frequenza (GHz) | Memoria Cache | Memoria Cache | Memoria Cache | Socket  | Supporto RAM        | GPU        | TDP (W) |
| Modello | Data di uscita | Core/Thread | Base            | Boost           | L1            | L2            | L3            | Socket  | Supporto RAM        | GPU        | TDP (W) |
| Ryzen 3 | Ryzen 3        | Ryzen 3     | Ryzen 3         | Ryzen 3         | Ryzen 3       | Ryzen 3       | Ryzen 3       | Ryzen 3 | Ryzen 3             | Ryzen 3    | Ryzen 3 |
| ------- | -------------- | ----------- | --------------- | --------------- | ------------- | ------------- | ------------- | ------- | ------------------- | ---------- | ------- |
| 2200U   | 08/01/2018     | 2/4         | 2,5             | 3,4             | 256 KB        | 1024 KB       | 4 MB          | FP5     | DDR4 (Dual Channel) | Vega 6     | 15      |
| 2300U   | 08/01/2018     | 4/4         | 2,0             | 3,4             | 512 KB        | 2048 KB       | 4 MB          | FP5     | DDR4 (Dual Channel) | Vega 6     | 15      |
| Ryzen 5 |                |             |                 |                 |               |               |               |         |                     |            |         |
| 2500U   | 26/10/2017     | 4/8         | 2,0             | 3,6             | 512 KB        | 2048 KB       | 4 MB          | FP5     | DDR4 (Dual Channel) | Vega 8     | 15      |
| 2600H   | 30/05/2018     | 4/8         | 3,3             | 3,6             | 512 KB        | 2048 KB       | 4 MB          | FP5     | DDR4 (Dual Channel) | Vega 8     | 15      |
| Ryzen 7 |                |             |                 |                 |               |               |               |         |                     |            |         |
| 2700U   | 26/10/2017     | 4/8         | 2,2             | 3,8             | 512 KB        | 2048 KB       | 4 MB          | FP5     | DDR4 (Dual Channel) | RX Vega 10 | 15      |
| 2800H   | 30/05/2018     | 4/8         | 3,4             | 3,8             | 512 KB        | 2048 KB       | 4 MB          | FP5     | DDR4 (Dual Channel) | RX Vega 11 | 15      |

### Ryzen 3000

#### Desktop / Workstation (Threadripper)
- Microarchitettura: Zen 2
- Cache di primo livello: 64 KB per core
- Cache di secondo livello: 512 KB per core
- Cache di terzo livello: unificata
- Processo produttivo: TSMC 7 nm
- Core: Matisse / Castle Peak (Threadripper)

| Modello            | Data di uscita | Prezzo MSRP (USD) | Core/Thread | Frequenza (GHz) | Frequenza (GHz) | Memoria Cache | Memoria Cache | Memoria Cache | Socket  | Linee PCIe            | Supporto RAM                  | TDP (W) |
| Modello            | Data di uscita | Prezzo MSRP (USD) | Core/Thread | Base            | Boost           | L1            | L2            | L3            | Socket  | Linee PCIe            | Supporto RAM                  | TDP (W) |
| Ryzen 3            | Ryzen 3        | Ryzen 3           | Ryzen 3     | Ryzen 3         | Ryzen 3         | Ryzen 3       | Ryzen 3       | Ryzen 3       | Ryzen 3 | Ryzen 3               | Ryzen 3                       | Ryzen 3 |
| ------------------ | -------------- | ----------------- | ----------- | --------------- | --------------- | ------------- | ------------- | ------------- | ------- | --------------------- | ----------------------------- | ------- |
| 3100               | 24/04/2020     | 99                | 4/8         | 3,6             | 3,9             | 256 KB        | 2 MB          | 16 MB         | AM4     | 16 Gen. 4 (Solo CPU)  | DDR4-3200 MHz (Dual Channel)  | 65      |
| 3300X              | 24/04/2020     | 120               | 4/8         | 3,8             | 4,3             | 256 KB        | 2 MB          | 16 MB         | AM4     | 16 Gen. 4 (Solo CPU)  | DDR4-3200 MHz (Dual Channel)  | 65      |
| Ryzen 5            |                |                   |             |                 |                 |               |               |               |         |                       |                               |         |
| 3500X              | 24/09/2019     | OEM               | 6           | 3,6             | 4,1             | 384 KB        | 3 MB          | 32 MB         | AM4     | 16 Gen. 4 (Solo CPU)  | DDR4-3200 MHz (Dual Channel)  | 65      |
| 3600               | 07/07/2019     | 199               | 6/12        | 3,6             | 4,2             | 384 KB        | 3 MB          | 32 MB         | AM4     | 16 Gen. 4 (Solo CPU)  | DDR4-3200 MHz (Dual Channel)  | 65      |
| 3600X              | 07/07/2019     | 249               | 6/12        | 3,8             | 4,4             | 384 KB        | 3 MB          | 32 MB         | AM4     | 16 Gen. 4 (Solo CPU)  | DDR4-3200 MHz (Dual Channel)  | 95      |
| 3600XT             | 07/07/2020     | 249               | 6/12        | 3,8             | 4,5             | 384 KB        | 3 MB          | 32 MB         | AM4     | 16 Gen. 4 (Solo CPU)  | DDR4-3200 MHz (Dual Channel)  | 95      |
| Ryzen 7            |                |                   |             |                 |                 |               |               |               |         |                       |                               |         |
| 3700X              | 07/07/2019     | 329               | 8/16        | 3,6             | 4,4             | 512 KB        | 4 MB          | 32 MB         | AM4     | 24 Gen. 4 (Solo CPU)  | DDR4-3200 MHz (Dual Channel)  | 65      |
| 3800X              | 07/07/2019     | 399               | 8/16        | 3,9             | 4,5             | 512 KB        | 4 MB          | 32 MB         | AM4     | 24 Gen. 4 (Solo CPU)  | DDR4-3200 MHz (Dual Channel)  | 105     |
| 3800XT             | 07/07/2020     | 399               | 8/16        | 3,9             | 4,7             | 512 KB        | 4 MB          | 32 MB         | AM4     | 24 Gen. 4 (Solo CPU)  | DDR4-3200 MHz (Dual Channel)  | 105     |
| Ryzen 9            |                |                   |             |                 |                 |               |               |               |         |                       |                               |         |
| 3900X              | 07/07/2019     | 499               | 12/24       | 3,8             | 4,6             | 768 KB        | 6 MB          | 64 MB         | AM4     | 24 Gen. 4 (Solo CPU)  | DDR4-3200 MHz (Dual Channel)  | 105     |
| 3900XT             | 07/07/2020     | 499               | 12/24       | 3,9             | 4,7             | 768 KB        | 6 MB          | 64 MB         | AM4     | 24 Gen. 4 (Solo CPU)  | DDR4-3200 MHz (Dual Channel)  | 105     |
| 3950X              | 25/11/2019     | 749               | 16/32       | 3,5             | 4,7             | 1024 KB       | 8 MB          | 64 MB         | AM4     | 24 Gen. 4 (Solo CPU)  | DDR4-3200 MHz (Dual Channel)  | 105     |
| Ryzen Threadripper |                |                   |             |                 |                 |               |               |               |         |                       |                               |         |
| PRO 3945WX         | 14/07/2020     | OEM               | 12/24       | 4,0             | 4,3             | 768 KB        | 6 MB          | 64 MB         | WRX8    | 128 Gen.4 (Solo CPU)  | DDR4-3200 MHz (Eight Channel) | 280     |
| PRO 3955WX         | 14/07/2020     | OEM               | 16/32       | 3,9             | 4,3             | 1024 KB       | 8 MB          | 64 MB         | WRX8    | 128 Gen.4 (Solo CPU)  | DDR4-3200 MHz (Eight Channel) | 280     |
| 3960X              | 25/11/2019     | 1399              | 24/48       | 3,8             | 4,5             | 1536 KB       | 12 MB         | 128 MB        | TRX4    | 128 Gen.4 (Solo CPU)  | DDR4-3200 MHz (Quad Channel)  | 280     |
| 3970X              | 25/11/2019     | 1999              | 32/64       | 3,7             | 4,5             | 2048 KB       | 16 MB         | 128 MB        | TRX4    | 128 Gen.4 (Solo CPU)  | DDR4-3200 MHz (Quad Channel)  | 280     |
| PRO 3975WX         | 14/07/2020     | OEM               | 32/64       | 3,5             | 4,2             | 2048 KB       | 16 MB         | 128 MB        | WRX8    | 128 Gen.4 (Solo CPU)  | DDR4-3200 MHz (Eight Channel) | 280     |
| 3990X              | 07/02/2020     | 3990              | 64/128      | 2,9             | 4,3             | 4096 KB       | 32 MB         | 256 MB        | TRX4    | 64 Gen. 4 (Solo CPU)  | DDR4-3200 MHz (Quad Channel)  | 280     |
| PRO 3995WX         | 14/07/2020     | 5489              | 64/128      | 2,7             | 4,2             | 4096 KB       | 32 MB         | 256 MB        | WRX8    | 128 Gen. 4 (Solo CPU) | DDR4-3200 MHz (Eight Channel) | 280     |

#### APU
- Microarchitettura: Zen+
- Cache di primo livello: 96 KB per core
- Cache di secondo livello: 512 KB per core
- Cache di terzo livello: unificata
- Processo produttivo: GlobalFoundries 12 nm
- Core: Picasso

| Modello | Data di uscita | Prezzo MSRP (USD) | Core/Thread | Frequenza (GHz) | Frequenza (GHz) | Memoria Cache | Memoria Cache | Memoria Cache | Socket  | Supporto RAM                 | GPU        | TDP (W) |
| Modello | Data di uscita | Prezzo MSRP (USD) | Core/Thread | Base            | Boost           | L1            | L2            | L3            | Socket  | Supporto RAM                 | GPU        | TDP (W) |
| Ryzen 3 | Ryzen 3        | Ryzen 3           | Ryzen 3     | Ryzen 3         | Ryzen 3         | Ryzen 3       | Ryzen 3       | Ryzen 3       | Ryzen 3 | Ryzen 3                      | Ryzen 3    | Ryzen 3 |
| ------- | -------------- | ----------------- | ----------- | --------------- | --------------- | ------------- | ------------- | ------------- | ------- | ---------------------------- | ---------- | ------- |
| 3200G   | 07/07/2019     | OEM               | 4/4         | 3,6             | 4,0             | 384 KB        | 2 MB          | 4 MB          | AM4     | DDR4 (Dual Channel)          | Vega 8     | 65      |
| 3200GE  | 07/07/2019     | OEM               | 4/4         | 3,3             | 4,0             | 384 KB        | 2 MB          | 4 MB          | AM4     | DDR4-2933 MHz (Dual Channel) | Vega 8     | 35      |
| Ryzen 5 |                |                   |             |                 |                 |               |               |               |         |                              |            |         |
| 3400G   | 07/07/2019     | 149               | 4/8         | 3,7             | 4,2             | 384 KB        | 2 MB          | 4 MB          | AM4     | DDR4-2933 MHz (Dual Channel) | RX Vega 11 | 65      |
| 3400GE  | 07/07/2019     | OEM               | 4/8         | 3,3             | 4,0             | 384 KB        | 2 MB          | 4 MB          | AM4     | DDR4-2933 MHz (Dual Channel) | RX Vega 11 | 35      |

#### Mobile
- Microarchitettura: Zen / Zen+
- Cache di primo livello: 96 KB per core
- Cache di secondo livello: 512 KB per core
- Cache di terzo livello: unificata
- Processo produttivo: GlobalFoundries 14 nm / 12 nm
- Core: Raven Ridge / Picasso

| Modello | Data di uscita | Core/Thread | Frequenza (GHz) | Frequenza (GHz) | Memoria Cache | Memoria Cache | Memoria Cache | Socket  | Supporto RAM                 | GPU     | TDP (W) |
| Modello | Data di uscita | Core/Thread | Base            | Boost           | L1            | L2            | L3            | Socket  | Supporto RAM                 | GPU     | TDP (W) |
| Ryzen 3 | Ryzen 3        | Ryzen 3     | Ryzen 3         | Ryzen 3         | Ryzen 3       | Ryzen 3       | Ryzen 3       | Ryzen 3 | Ryzen 3                      | Ryzen 3 | Ryzen 3 |
| ------- | -------------- | ----------- | --------------- | --------------- | ------------- | ------------- | ------------- | ------- | ---------------------------- | ------- | ------- |
| 3200U   | 06/01/2019     | 2/4         | 2,6             | 3,5             | 192 KB        | 1 MB          | 4 MB          | FP5     | DDR4-2400 MHz (Dual Channel) | Vega 3  | 15      |
| 3250U   | 06/01/2020     | 2/4         | 2,6             | 3,5             | 192 KB        | 1 MB          | 4 MB          | FP5     | DDR4-2400 MHz (Dual Channel) | Vega 3  | 15      |
| 3300U   | 06/01/2019     | 4/4         | 2,1             | 3,5             | 384 KB        | 2 MB          | 4 MB          | FP5     | DDR4-2400 MHz (Dual Channel) | Vega 6  | 15      |
| Ryzen 5 |                |             |                 |                 |               |               |               |         |                              |         |         |
| 3500U   | 06/01/2019     | 4/8         | 2,1             | 3,7             | 384 KB        | 2 MB          | 4 MB          | FP5     | DDR4-2400 MHz (Dual Channel) | Vega 8  | 15      |
| 3550H   | 06/01/2019     | 4/8         | 2,1             | 3,7             | 384 KB        | 2 MB          | 4 MB          | FP5     | DDR4-2400 MHz (Dual Channel) | Vega 8  | 35      |
| 3580U   | 22/10/2019     | 4/8         | 2,1             | 3,7             | 384 KB        | 2 MB          | 4 MB          | FP5     | DDR4-2400 MHz (Dual Channel) | Vega 9  | 15      |
| Ryzen 7 |                |             |                 |                 |               |               |               |         |                              |         |         |
| 3700U   | 06/01/2019     | 4/8         | 2,3             | 4,0             | 384 KB        | 2 MB          | 4 MB          | FP5     | DDR4-2400 MHz (Dual Channel) | Vega 10 | 15      |
| 3750H   | 06/01/2019     | 4/8         | 2,3             | 4,0             | 384 KB        | 2 MB          | 4 MB          | FP5     | DDR4-2400 MHz (Dual Channel) | Vega 10 | 35      |
| 3780U   | 22/10/2019     | 4/8         | 2,3             | 4,0             | 384 KB        | 2 MB          | 4 MB          | FP5     | DDR4-2400 MHz (Dual Channel) | Vega 11 | 15      |

### Ryzen 4000

#### Desktop
- AMD annuncia i Ryzen 4000 nell'aprile 2022 come APU di fascia bassa con la grafica integrata disabilitata

- Microarchitettura: Zen 2
- Cache di primo livello: 64 KB per core
- Cache di secondo livello: 512 KB per core
- Cache di terzo livello: unificata
- Processo produttivo: TSMC 7 nm
- Core: Renoir

| Modello | Data di uscita | Prezzo MSRP (USD) | Core/Thread | Frequenza (GHz) | Frequenza (GHz) | Memoria Cache | Memoria Cache | Memoria Cache | Socket  | Linee PCIe           | Supporto RAM                 | TDP (W) |
| Modello | Data di uscita | Prezzo MSRP (USD) | Core/Thread | Base            | Boost           | L1            | L2            | L3            | Socket  | Linee PCIe           | Supporto RAM                 | TDP (W) |
| Ryzen 3 | Ryzen 3        | Ryzen 3           | Ryzen 3     | Ryzen 3         | Ryzen 3         | Ryzen 3       | Ryzen 3       | Ryzen 3       | Ryzen 3 | Ryzen 3              | Ryzen 3                      | Ryzen 3 |
| ------- | -------------- | ----------------- | ----------- | --------------- | --------------- | ------------- | ------------- | ------------- | ------- | -------------------- | ---------------------------- | ------- |
| 4100    | 04/04/2022     | 99                | 4/8         | 3,8             | 4,0             | 256 KB        | 2 MB          | 8 MB          | AM4     | 8 Gen. 3 (Solo CPU)  | DDR4-3200 MHz (Dual Channel) | 65      |
| Ryzen 5 |                |                   |             |                 |                 |               |               |               |         |                      |                              |         |
| 4500    | 04/04/2022     | 129               | 6/12        | 3,6             | 4,1             | 384 KB        | 3 MB          | 8 MB          | AM4     | 16 Gen. 3 (Solo CPU) | DDR4-3200 MHz (Dual Channel) | 65      |

#### APU
- Microarchitettura: Zen 2
- Cache di primo livello: 64 KB per core
- Cache di secondo livello: 512 KB per core
- Cache di terzo livello: unificata
- Processo produttivo: TSMC 7 nm
- Core: Renoir

| Modello | Data di uscita | Core/Thread | Frequenza (GHz) | Frequenza (GHz) | Memoria Cache | Memoria Cache | Memoria Cache | Socket  | Supporto RAM                 | GPU     | TDP (W) |
| Modello | Data di uscita | Core/Thread | Base            | Boost           | L1            | L2            | L3            | Socket  | Supporto RAM                 | GPU     | TDP (W) |
| Ryzen 3 | Ryzen 3        | Ryzen 3     | Ryzen 3         | Ryzen 3         | Ryzen 3       | Ryzen 3       | Ryzen 3       | Ryzen 3 | Ryzen 3                      | Ryzen 3 | Ryzen 3 |
| ------- | -------------- | ----------- | --------------- | --------------- | ------------- | ------------- | ------------- | ------- | ---------------------------- | ------- | ------- |
| 4300GE  | 21/07/2020     | 4/8         | 3,5             | 4,0             | 256 KB        | 2 MB          | 4 MB          | AM4     | DDR4-3200 MHz (Dual Channel) | Vega 6  | 35      |
| 4300G   | 21/07/2020     | 4/8         | 3,8             | 4,0             | 256 KB        | 2 MB          | 4 MB          | AM4     | DDR4-3200 MHz (Dual Channel) | Vega 6  | 65      |
| Ryzen 5 |                |             |                 |                 |               |               |               |         |                              |         |         |
| 4600GE  | 21/07/2020     | 6/12        | 3,3             | 4,2             | 384 KB        | 3 MB          | 8 MB          | AM4     | DDR4-3200 MHz (Dual Channel) | Vega 7  | 35      |
| 4600G   | 21/07/2020     | 6/12        | 3,7             | 4,2             | 384 KB        | 3 MB          | 8 MB          | AM4     | DDR4-3200 MHz (Dual Channel) | Vega 7  | 65      |
| Ryzen 7 |                |             |                 |                 |               |               |               |         |                              |         |         |
| 4700GE  | 21/07/2020     | 8/16        | 3,1             | 4,3             | 512 KB        | 4 MB          | 8 MB          | AM4     | DDR4-3200 MHz (Dual Channel) | Vega 8  | 35      |
| 4700G   | 21/07/2020     | 8/16        | 3,6             | 4,4             | 512 KB        | 4 MB          | 8 MB          | AM4     | DDR4-3200 MHz (Dual Channel) | Vega 8  | 65      |

#### Mobile
- Microarchitettura: Zen 2
- Cache di primo livello: 64 KB per core
- Cache di secondo livello: 512 KB per core
- Cache di terzo livello: unificata
- Processo produttivo: TSMC 7 nm
- Core: Renoir

| Modello | Data di uscita | Core/Thread | Frequenza (GHz) | Frequenza (GHz) | Memoria Cache | Memoria Cache | Memoria Cache | Socket  | Supporto RAM                 | GPU             | TDP (W) |
| Modello | Data di uscita | Core/Thread | Base            | Boost           | L1            | L2            | L3            | Socket  | Supporto RAM                 | GPU             | TDP (W) |
| Ryzen 3 | Ryzen 3        | Ryzen 3     | Ryzen 3         | Ryzen 3         | Ryzen 3       | Ryzen 3       | Ryzen 3       | Ryzen 3 | Ryzen 3                      | Ryzen 3         | Ryzen 3 |
| ------- | -------------- | ----------- | --------------- | --------------- | ------------- | ------------- | ------------- | ------- | ---------------------------- | --------------- | ------- |
| 4300U   | 06/01/2020     | 4/4         | 2,7             | 3,7             | 256 KB        | 2 MB          | 4 MB          | FP6     | DDR4-4266 MHz (Dual Channel) | Radeon Graphics | 25      |
| Ryzen 5 |                |             |                 |                 |               |               |               |         |                              |                 |         |
| 4500U   | 06/01/2020     | 6/6         | 2,3             | 4,0             | 384 KB        | 3 MB          | 11 MB         | FP6     | DDR4-4266 MHz (Dual Channel) | Radeon Graphics | 25      |
| 4600U   | 06/01/2020     | 6/12        | 2,1             | 4,0             | 384 KB        | 3 MB          | 11 MB         | FP6     | DDR4-4266 MHz (Dual Channel) | RX Vega 6       | 25      |
| 4680U   | 13/04/2021     | 6/12        | 2,2             | 4,0             | 384 KB        | 3 MB          | 8 MB          | FP6     | DDR4-4266 MHz (Dual Channel) | Vega 7          | 15      |
| 4600H   | 06/01/2020     | 6/12        | 3,0             | 4,0             | 384 KB        | 3 MB          | 8 MB          | FP6     | DDR4-4266 MHz (Dual Channel) | RX Vega 6       | 45      |
| Ryzen 7 |                |             |                 |                 |               |               |               |         |                              |                 |         |
| 4700U   | 06/01/2020     | 8/8         | 1,8             | 4,2             | 512 KB        | 4 MB          | 12 MB         | FP6     | DDR4-4266 MHz (Dual Channel) | Radeon Graphics | 25      |
| 4800U   | 06/01/2020     | 8/16        | 1,8             | 4,2             | 512 KB        | 4 MB          | 8 MB          | FP6     | DDR4-4266 MHz (Dual Channel) | RX Vega 8       | 25      |
| 4980U   | 13/04/2021     | 8/16        | 2,0             | 4,4             | 512 KB        | 4 MB          | 8 MB          | FP6     | DDR4-4266 MHz (Dual Channel) | RX Vega 8       | 15      |
| 4800H   | 06/01/2020     | 8/16        | 2,9             | 4,2             | 512 KB        | 4 MB          | 8 MB          | FP6     | DDR4-4266 MHz (Dual Channel) | Vega 7          | 45      |
| Ryzen 9 |                |             |                 |                 |               |               |               |         |                              |                 |         |
| 4900H   | 16/03/2020     | 8/16        | 3,3             | 4,4             | 512 KB        | 4 MB          | 8 MB          | FP6     | DDR4-4266 MHz (Dual Channel) | RX Vega 8       | 45      |

### Ryzen 5000

#### Desktop / Workstation (Threadripper)
- Microarchitettura: Zen 3
- Cache di primo livello: 64 KB per core
- Cache di secondo livello: 512 KB per core
- Cache di terzo livello: unificata
- Processo produttivo: TSMC 7 nm
- Core: Cezanne / Vermeer / Chagal (Threadripper PRO)

| Modello                | Data di uscita | Prezzo MSRP (USD) | Core/Thread | Frequenza (GHz) | Frequenza (GHz) | Memoria Cache | Memoria Cache | Memoria Cache | Socket  | Linee PCIe            | Supporto RAM                  | TDP (W) |
| Modello                | Data di uscita | Prezzo MSRP (USD) | Core/Thread | Base            | Boost           | L1            | L2            | L3            | Socket  | Linee PCIe            | Supporto RAM                  | TDP (W) |
| Ryzen 5                | Ryzen 5        | Ryzen 5           | Ryzen 5     | Ryzen 5         | Ryzen 5         | Ryzen 5       | Ryzen 5       | Ryzen 5       | Ryzen 5 | Ryzen 5               | Ryzen 5                       | Ryzen 5 |
| ---------------------- | -------------- | ----------------- | ----------- | --------------- | --------------- | ------------- | ------------- | ------------- | ------- | --------------------- | ----------------------------- | ------- |
| 5500                   | 04/04/2022     | 159               | 6/12        | 3,6             | 4,2             | 384 KB        | 3 MB          | 16 MB         | AM4     | 20 Gen. 3 (Solo CPU)  | DDR4-3200 MHz (Dual Channel)  | 65      |
| 5500X3D                | 05/06/2025     |                   | 6/12        | 3               | 4               | 384 KB        | 3 MB          | 96 MB         | AM4     | 20 Gen. 4 (Solo CPU)  | DDR4-3200 MHz (Dual Channel)  | 105     |
| 5600                   | 20/04/2022     | 199               | 6/12        | 3,5             | 4,4             | 384 KB        | 3 MB          | 32 MB         | AM4     | 20 Gen. 4 (Solo CPU)  | DDR4-3200 MHz (Dual Channel)  | 65      |
| 5600T                  | 25/10/2024     | 186               | 6/12        | 3,7             | 4,5             | 384 KB        | 3 MB          | 32 MB         | AM4     | 20 Gen. 4 (Solo CPU)  | DDR4-3200 MHz (Dual Channel)  | 65      |
| 5600X                  | 05/11/2020     | 299               | 6/12        | 3,7             | 4,6             | 384 KB        | 3 MB          | 32 MB         | AM4     | 20 Gen. 4 (Solo CPU)  | DDR4-3200 MHz (Dual Channel)  | 65      |
| 5600XT                 | 25/10/2024     | 194               | 6/12        | 3,8             | 4,7             | 384 KB        | 3 MB          | 32 MB         | AM4     | 20 Gen. 4 (Solo CPU)  | DDR4-3200 MHz (Dual Channel)  | 65      |
| 5600X3D                | 07/07/2023     | 299               | 6/12        | 3,3             | 4,4             | 512 KB        | 4 MB          | 96 MB         | AM4     | 20 Gen. 4 (Solo CPU)  | DDR4-3200 MHz (Dual Channel)  | 105     |
| Ryzen 7                |                |                   |             |                 |                 |               |               |               |         |                       |                               |         |
| 5700                   | 04/04/2022     | 179               | 8/16        | 3,7             | 4,6             | 512 KB        | 4 MB          | 16 MB         | AM4     | 20 Gen. 3 (Solo CPU)  | DDR4-3200 MHz (Dual Channel)  | 65      |
| 5700X                  | 04/04/2022     | 299               | 8/16        | 3,4             | 4,6             | 512 KB        | 4 MB          | 32 MB         | AM4     | 20 Gen. 4 (Solo CPU)  | DDR4-3200 MHz (Dual Channel)  | 65      |
| 5700X3D                | 01/08/2024     | 249               | 8/16        | 3               | 4,1             | 512 KB        | 4 MB          | 96 MB         | AM4     | 20 Gen. 4 (Solo CPU)  | DDR4-3200 MHz (Dual Channel)  | 105     |
| 5800                   | 12/01/2021     | OEM               | 8/16        | 3,4             | 4,6             | 512 KB        | 4 MB          | 32 MB         | AM4     | 20 Gen. 4 (Solo CPU)  | DDR4-3200 MHz (Dual Channel)  | 65      |
| 5800X                  | 05/11/2020     | 449               | 8/16        | 3,8             | 4,7             | 512 KB        | 4 MB          | 32 MB         | AM4     | 20 Gen. 4 (Solo CPU)  | DDR4-3200 MHz (Dual Channel)  | 105     |
| 5800X3D                | 20/04/2022     | 449               | 8/16        | 3,4             | 4,5             | 512 KB        | 4 MB          | 96 MB         | AM4     | 20 Gen. 4 (Solo CPU)  | DDR4-3200 MHz (Dual Channel)  | 105     |
| 5800XT                 | 31/07/2024     | 249               | 8/16        | 3,8             | 4,8             | 512 KB        | 4 MB          | 32 MB         | AM4     | 20 Gen. 4 (Solo CPU)  | DDR4-3200 MHz (Dual Channel)  | 105     |
| Ryzen 9                |                |                   |             |                 |                 |               |               |               |         |                       |                               |         |
| 5900                   | 21/01/2021     | OEM               | 12/24       | 3               | 4,7             | 768 KB        | 6 MB          | 64 MB         | AM4     | 20 Gen. 4 (Solo CPU)  | DDR4-3200 MHz (Dual Channel)  | 65      |
| 5900X                  | 05/11/2020     | 549               | 12/24       | 3,7             | 4,8             | 768 KB        | 6 MB          | 64 MB         | AM4     | 20 Gen. 4 (Solo CPU)  | DDR4-3200 MHz (Dual Channel)  | 105     |
| 5900XT                 | 31/07/2024     | 349               | 16/32       | 3,3             | 4,8             | 1024 KB       | 8 MB          | 64 MB         | AM4     | 20 Gen. 4 (Solo CPU)  | DDR4-3200 MHz (Dual Channel)  | 105     |
| 5950X                  | 05/11/2020     | 799               | 16/32       | 3,4             | 4,9             | 1024 KB       | 8 MB          | 64 MB         | AM4     | 20 Gen. 4 (Solo CPU)  | DDR4-3200 MHz (Dual Channel)  | 105     |
| Ryzen Threadripper PRO |                |                   |             |                 |                 |               |               |               |         |                       |                               |         |
| 5945WX                 | 08/03/2022     | OEM               | 12/24       | 4,1             | 4,5             | 768 KB        | 6 MB          | 64 MB         | WRX8    | 128 Gen. 4 (Solo CPU) | DDR4-3200 MHz (Eight Channel) | 280     |
| 5955WX                 | 08/03/2022     | OEM               | 16/32       | 4,0             | 4,5             | 1024 KB       | 8 MB          | 64 MB         | WRX8    | 128 Gen. 4 (Solo CPU) | DDR4-3200 MHz (Eight Channel) | 280     |
| 5965WX                 | 08/08/2022     | 2399              | 24/48       | 3,8             | 4,5             | 1536 KB       | 12 MB         | 128 MB        | WRX8    | 128 Gen. 4 (Solo CPU) | DDR4-3200 MHz (Eight Channel) | 280     |
| 5975WX                 | 08/08/2022     | 3299              | 32/64       | 3,6             | 4,5             | 2048 KB       | 16 MB         | 128 MB        | WRX8    | 128 Gen. 4 (Solo CPU) | DDR4-3200 MHz (Eight Channel) | 280     |
| 5995WX                 | 08/08/2022     | 6499              | 64/128      | 2,7             | 4,5             | 4096 KB       | 32 MB         | 256 MB        | WRX8    | 128 Gen. 4 (Solo CPU) | DDR4-3200 MHz (Eight Channel) | 280     |

#### APU
- Microarchitettura: Zen 3
- Cache di primo livello: 64 KB per core
- Cache di secondo livello: 512 KB per core
- Cache di terzo livello: unificata
- Processo produttivo: TSMC 7 nm
- Core: Cezanne

| Modello | Data di uscita | Prezzo MSRP (USD) | Core/Thread | Frequenza (GHz) | Frequenza (GHz) | Memoria Cache | Memoria Cache | Memoria Cache | Socket  | Supporto RAM                 | GPU     | TDP (W) |
| Modello | Data di uscita | Prezzo MSRP (USD) | Core/Thread | Base            | Boost           | L1            | L2            | L3            | Socket  | Supporto RAM                 | GPU     | TDP (W) |
| Ryzen 3 | Ryzen 3        | Ryzen 3           | Ryzen 3     | Ryzen 3         | Ryzen 3         | Ryzen 3       | Ryzen 3       | Ryzen 3       | Ryzen 3 | Ryzen 3                      | Ryzen 3 | Ryzen 3 |
| ------- | -------------- | ----------------- | ----------- | --------------- | --------------- | ------------- | ------------- | ------------- | ------- | ---------------------------- | ------- | ------- |
| 5300GE  | 13/04/2021     | OEM               | 4/8         | 3,6             | 4,2             | 256 KB        | 2 MB          | 8 MB          | AM4     | DDR4-3200 MHz (Dual Channel) | Vega 6  | 35      |
| 5300G   | 13/04/2021     | OEM               | 4/8         | 4,0             | 4,2             | 256 KB        | 2 MB          | 8 MB          | AM4     | DDR4-3200 MHz (Dual Channel) | Vega 6  | 65      |
| Ryzen 5 |                |                   |             |                 |                 |               |               |               |         |                              |         |         |
| 5600GE  | 13/04/2021     | OEM               | 6/12        | 3,4             | 4,4             | 384 KB        | 3 MB          | 16 MB         | AM4     | DDR4-3200 MHz (Dual Channel) | Vega 7  | 35      |
| 5600G   | 13/04/2021     | 259               | 6/12        | 3,9             | 4,4             | 384 KB        | 3 MB          | 16 MB         | AM4     | DDR4-3200 MHz (Dual Channel) | Vega 7  | 65      |
| Ryzen 7 |                |                   |             |                 |                 |               |               |               |         |                              |         |         |
| 5700GE  | 13/04/2021     | OEM               | 8/16        | 3,2             | 4,6             | 512 KB        | 4 MB          | 16 MB         | AM4     | DDR4-3200 MHz (Dual Channel) | Vega 8  | 35      |
| 5700G   | 13/04/2021     | OEM               | 8/16        | 3,8             | 4,6             | 512 KB        | 4 MB          | 16 MB         | AM4     | DDR4-3200 MHz (Dual Channel) | Vega 8  | 65      |

#### Mobile
- Microarchitettura: Zen 2 / Zen 3
- Cache di primo livello: 64 KB per core
- Cache di secondo livello: 512 KB per core
- Cache di terzo livello: unificata
- Processo produttivo: TSMC 7 nm
- Core: Lucienne / Cezanne

| Modello   | Data di uscita | Core/Thread | Frequenza (GHz) | Frequenza (GHz) | Memoria Cache | Memoria Cache | Memoria Cache | Socket  | Supporto RAM                 | GPU             | TDP (W) |
| Modello   | Data di uscita | Core/Thread | Base            | Boost           | L1            | L2            | L3            | Socket  | Supporto RAM                 | GPU             | TDP (W) |
| Ryzen 3   | Ryzen 3        | Ryzen 3     | Ryzen 3         | Ryzen 3         | Ryzen 3       | Ryzen 3       | Ryzen 3       | Ryzen 3 | Ryzen 3                      | Ryzen 3         | Ryzen 3 |
| --------- | -------------- | ----------- | --------------- | --------------- | ------------- | ------------- | ------------- | ------- | ---------------------------- | --------------- | ------- |
| 5300U     | 12/01/2021     | 4/8         | 2,6             | 3,8             | 256 KB        | 2 MB          | 4 MB          | FP6     | DDR4-3200 MHz (Dual Channel) | Radeon Graphics | 15      |
| 5400U     | 12/01/2021     | 4/8         | 2,6             | 4,0             | 256 KB        | 2 MB          | 4 MB          | FP6     | DDR4-3200 MHz (Dual Channel) | Vega 6          | 15      |
| 5425U     | 06/01/2022     | 4/8         | 2,7             | 4,1             | 256 KB        | 2 MB          | 4 MB          | FP6     | DDR4-3200 MHz (Dual Channel) | Vega 6          | 15      |
| Ryzen 5   |                |             |                 |                 |               |               |               |         |                              |                 |         |
| 5500U     | 12/01/2021     | 6/12        | 2,1             | 4,0             | 384 KB        | 3 MB          | 8 MB          | FP6     | DDR4-3200 MHz (Dual Channel) | Radeon Graphics | 15      |
| 5600U     | 12/01/2021     | 6/12        | 2,3             | 4,2             | 384 KB        | 3 MB          | 8 MB          | FP6     | DDR4-3200 MHz (Dual Channel) | Vega 7          | 15      |
| 5625U     | 06/01/2022     | 6/12        | 2,3             | 4,3             | 384 KB        | 3 MB          | 8 MB          | FP6     | DDR4-3200 MHz (Dual Channel) | Vega 7          | 15      |
| 5600HS    | 12/01/2021     | 6/12        | 3,0             | 4,2             | 384 KB        | 3 MB          | 8 MB          | FP6     | DDR4-3200 MHz (Dual Channel) | Vega 7          | 35      |
| 5600H     | 12/01/2021     | 6/12        | 3,3             | 4,2             | 384 KB        | 3 MB          | 8 MB          | FP6     | DDR4-3200 MHz (Dual Channel) | Vega 7          | 45      |
| Ryzen 7   |                |             |                 |                 |               |               |               |         |                              |                 |         |
| 5700U     | 12/01/2021     | 8/16        | 1,8             | 4,3             | 512 KB        | 4 MB          | 16 MB         | FP6     | DDR4-3200 MHz (Dual Channel) | Radeon Graphics | 15      |
| 5800U     | 12/01/2021     | 8/16        | 1,9             | 4,4             | 512 KB        | 4 MB          | 16 MB         | FP6     | DDR4-3200 MHz (Dual Channel) | Vega 8          | 15      |
| 5825U     | 06/01/2022     | 8/16        | 2,0             | 4,5             | 512 KB        | 4 MB          | 16 MB         | FP6     | DDR4-3200 MHz (Dual Channel) | Vega 8          | 15      |
| PRO 5850U | 16/03/2021     | 8/16        | 1,9             | 4,4             | 512 KB        | 4 MB          | 16 MB         | FP6     | DDR4-3200 MHz (Dual Channel) | Vega 8          | 15      |
| 5800HS    | 12/01/2021     | 8/16        | 2,8             | 4,4             | 512 KB        | 4 MB          | 16 MB         | FP6     | DDR4-3200 MHz (Dual Channel) | Vega 8          | 35      |
| 5800H     | 12/01/2021     | 8/16        | 3,2             | 4,4             | 512 KB        | 4 MB          | 16 MB         | FP6     | DDR4-3200 MHz (Dual Channel) | Vega 8          | 45      |
| Ryzen 9   |                |             |                 |                 |               |               |               |         |                              |                 |         |
| 5900HS    | 12/01/2021     | 8/16        | 3,0             | 4,6             | 512 KB        | 4 MB          | 16 MB         | FP6     | DDR4-3200 MHz (Dual Channel) | Radeon Graphics | 35      |
| 5900HX    | 12/01/2021     | 8/16        | 3,3             | 4,6             | 512 KB        | 4 MB          | 16 MB         | FP6     | DDR4-3200 MHz (Dual Channel) | Vega 8          | 45      |
| 5980HS    | 12/01/2021     | 8/16        | 3,0             | 4,8             | 512 KB        | 4 MB          | 16 MB         | FP6     | DDR4-3200 MHz (Dual Channel) | Vega 8          | 35      |
| 5980HX    | 12/01/2021     | 8/16        | 3,3             | 4,8             | 512 KB        | 4 MB          | 16 MB         | FP6     | DDR4-3200 MHz (Dual Channel) | Vega 8          | 45      |

### Ryzen 6000

#### Mobile
- Microarchitettura: Zen 3+
- Cache di primo livello: 64 KB per core
- Cache di secondo livello: 512 KB per core
- Cache di terzo livello: unificata
- Processo produttivo: TSMC 6 nm
- Core: Rembrandt

| Modello | Data di uscita | Core/Thread | Frequenza (GHz) | Frequenza (GHz) | Memoria Cache | Memoria Cache | Memoria Cache | Socket  | Supporto RAM                 | GPU         | TDP (W) |
| Modello | Data di uscita | Core/Thread | Base            | Boost           | L1            | L2            | L3            | Socket  | Supporto RAM                 | GPU         | TDP (W) |
| Ryzen 5 | Ryzen 5        | Ryzen 5     | Ryzen 5         | Ryzen 5         | Ryzen 5       | Ryzen 5       | Ryzen 5       | Ryzen 5 | Ryzen 5                      | Ryzen 5     | Ryzen 5 |
| ------- | -------------- | ----------- | --------------- | --------------- | ------------- | ------------- | ------------- | ------- | ---------------------------- | ----------- | ------- |
| 6600U   | 04/01/2022     | 6/12        | 2,9             | 4,5             | 384 KB        | 3 MB          | 16 MB         | FP7     | DDR5-4800 MHz (Dual Channel) | Radeon 660M | 15      |
| 6600HS  | 04/01/2022     | 6/12        | 3,3             | 4,5             | 384 KB        | 3 MB          | 16 MB         | FP7     | DDR5-4800 MHz (Dual Channel) | Radeon 660M | 35      |
| 6600H   | 04/01/2022     | 6/12        | 3,3             | 4,5             | 384 KB        | 3 MB          | 16 MB         | FP7     | DDR5-4800 MHz (Dual Channel) | Radeon 660M | 45      |
| Ryzen 7 |                |             |                 |                 |               |               |               |         |                              |             |         |
| 6800U   | 04/01/2022     | 8/16        | 2,7             | 4,7             | 512 KB        | 4 MB          | 16 MB         | FP7     | DDR5-4800 MHz (Dual Channel) | Radeon 680M | 15      |
| 6800HS  | 04/01/2022     | 8/16        | 3,2             | 4,7             | 512 KB        | 4 MB          | 16 MB         | FP7     | DDR5-4800 MHz (Dual Channel) | Radeon 680M | 35      |
| 6800H   | 04/01/2022     | 8/16        | 3,2             | 4,7             | 512 KB        | 4 MB          | 16 MB         | FP7     | DDR5-4800 MHz (Dual Channel) | Radeon 680M | 45      |
| Ryzen 9 |                |             |                 |                 |               |               |               |         |                              |             |         |
| 6900HS  | 04/01/2022     | 8/16        | 3,3             | 4,9             | 512 KB        | 4 MB          | 16 MB         | FP7     | DDR5-4800 MHz (Dual Channel) | Radeon 680M | 35      |
| 6900HX  | 04/01/2022     | 8/16        | 3,3             | 4,9             | 512 KB        | 4 MB          | 16 MB         | FP7     | DDR5-4800 MHz (Dual Channel) | Radeon 680M | 45      |
| 6980HS  | 04/01/2022     | 8/16        | 3,3             | 5,0             | 512 KB        | 4 MB          | 16 MB         | FP7     | DDR5-4800 MHz (Dual Channel) | Radeon 680M | 45      |
| 6980HX  | 04/01/2022     | 8/16        | 3,3             | 5,0             | 512 KB        | 4 MB          | 16 MB         | FP7     | DDR5-4800 MHz (Dual Channel) | Radeon 680M | 45      |

### Ryzen 7000

#### Desktop
- Microarchitettura: Zen 4
- Cache di primo livello: 64 KB per core
- Cache di secondo livello: 1 MB per core
- Cache di terzo livello: unificata
- Tutti i Ryzen 7000 sono APU, cioè hanno una scheda video integrata basata su architettura RDNA2[198]
- Processo produttivo: TSMC 5 nm
- Core: Raphael

| Modello | Data di uscita | Prezzo MSRP (USD) | Core/Thread | Frequenza (GHz) | Frequenza (GHz) | Memoria Cache | Memoria Cache | Memoria Cache | Socket  | Linee PCIe           | Supporto RAM                 | TDP (W) |
| Modello | Data di uscita | Prezzo MSRP (USD) | Core/Thread | Base            | Boost           | L1            | L2            | L3            | Socket  | Linee PCIe           | Supporto RAM                 | TDP (W) |
| Ryzen 5 | Ryzen 5        | Ryzen 5           | Ryzen 5     | Ryzen 5         | Ryzen 5         | Ryzen 5       | Ryzen 5       | Ryzen 5       | Ryzen 5 | Ryzen 5              | Ryzen 5                      | Ryzen 5 |
| ------- | -------------- | ----------------- | ----------- | --------------- | --------------- | ------------- | ------------- | ------------- | ------- | -------------------- | ---------------------------- | ------- |
| 7600    | 14/01/2023     | 229               | 6/12        | 3,8             | 5,1             | 384 KB        | 6 MB          | 32 MB         | AM5     | 24 Gen. 5 (Solo CPU) | DDR5-5200 MHz (Dual Channel) | 65      |
| 7600X   | 27/09/2022     | 299               | 6/12        | 4,7             | 5,3             | 384 KB        | 6 MB          | 32 MB         | AM5     | 24 Gen. 5 (Solo CPU) | DDR5-5200 MHz (Dual Channel) | 105     |
| 7600X3D | 30/08/2024     | 299               | 6/12        | 4,1             | 4,7             | 384 KB        | 6 MB          | 96 MB         | AM5     | 24 Gen. 5 (Solo CPU) | DDR5-5200 MHz (Dual Channel) | 65      |
| Ryzen 7 |                |                   |             |                 |                 |               |               |               |         |                      |                              |         |
| 7700    | 14/01/2023     | 329               | 8/16        | 4,3             | 5,3             | 512 KB        | 8 MB          | 32 MB         | AM5     | 24 Gen. 5 (Solo CPU) | DDR5-5200 MHz (Dual Channel) | 65      |
| 7700X   | 27/09/2022     | 399               | 8/16        | 4,5             | 5,4             | 512 KB        | 8 MB          | 32 MB         | AM5     | 24 Gen. 5 (Solo CPU) | DDR5-5200 MHz (Dual Channel) | 105     |
| 7800X3D | 04/01/2023     | 449               | 8/16        | 4,2             | 5,0             | 512 KB        | 8 MB          | 96 MB         | AM5     | 24 Gen. 5 (Solo CPU) | DDR5-5200 MHz (Dual Channel) | 120     |
| Ryzen 9 |                |                   |             |                 |                 |               |               |               |         |                      |                              |         |
| 7900    | 14/01/2023     | 429               | 12/24       | 3,7             | 5,4             | 768 KB        | 12 MB         | 64 MB         | AM5     | 24 Gen. 5 (Solo CPU) | DDR5-5200 MHz (Dual Channel) | 65      |
| 7900X   | 27/09/2022     | 549               | 12/24       | 4,7             | 5,6             | 768 KB        | 12 MB         | 64 MB         | AM5     | 24 Gen. 5 (Solo CPU) | DDR5-5200 MHz (Dual Channel) | 170     |
| 7900X3D | 04/01/2023     | 599               | 12/24       | 4,4             | 5,6             | 768 KB        | 12 MB         | 128 MB        | AM5     | 24 Gen. 5 (Solo CPU) | DDR5-5200 MHz (Dual Channel) | 120     |
| 7950X   | 27/09/2022     | 699               | 16/32       | 4,5             | 5,7             | 1024 KB       | 16 MB         | 64 MB         | AM5     | 24 Gen. 5 (Solo CPU) | DDR5-5200 MHz (Dual Channel) | 170     |
| 7950X3D | 04/01/2023     | 699               | 16/32       | 4,2             | 5,7             | 1024 KB       | 16 MB         | 128 MB        | AM5     | 24 Gen. 5 (Solo CPU) | DDR5-5200 MHz (Dual Channel) | 120     |

### Ryzen 9000

#### Desktop
- Microarchitettura: Zen 5
- Cache di primo livello: 80 KB per core
- Cache di secondo livello: 1 MB per core
- Cache di terzo livello: unificata
- Tutti i Ryzen 9000 sono APU, cioè hanno una scheda video integrata basata su architettura RDNA
- Processo produttivo: TSMC 4 nm
- Core: Granite Ridge

| Modello | Data di uscita | Prezzo MSRP (USD) | Core/Thread | Frequenza (GHz) | Frequenza (GHz) | Memoria Cache | Memoria Cache | Memoria Cache | Socket  | Linee PCIe           | Supporto RAM                  | TDP (W) |
| Modello | Data di uscita | Prezzo MSRP (USD) | Core/Thread | Base            | Boost           | L1            | L2            | L3            | Socket  | Linee PCIe           | Supporto RAM                  | TDP (W) |
| Ryzen 5 | Ryzen 5        | Ryzen 5           | Ryzen 5     | Ryzen 5         | Ryzen 5         | Ryzen 5       | Ryzen 5       | Ryzen 5       | Ryzen 5 | Ryzen 5              | Ryzen 5                       | Ryzen 5 |
| ------- | -------------- | ----------------- | ----------- | --------------- | --------------- | ------------- | ------------- | ------------- | ------- | -------------------- | ----------------------------- | ------- |
| 9600    | 08/08/2024     | 325               | 6/12        | 3,9             | 5,4             | 480 KB        | 6 MB          | 32 MB         | AM5     | 24 Gen. 5 (Solo CPU) | DDR5-5600 MT/s (Dual Channel) | 65      |
| Ryzen 7 |                |                   |             |                 |                 |               |               |               |         |                      |                               |         |
| 9700X   | 08/08/2024     | 406               | 8/16        | 3,8             | 5,5             | 640 KB        | 8 MB          | 32 MB         | AM5     | 24 Gen. 5 (Solo CPU) | DDR5-5600 MT/s (Dual Channel) | 65      |
| 9800X3D | 07/11/2024     | 479               | 8/16        | 4,7             | 5,2             | 640 KB        | 8 MB          | 96MB          | AM5     | 24 Gen. 5 (Solo CPU) | DDR5-5600 MT/s (Dual Channel) | 120     |
| Ryzen 9 |                |                   |             |                 |                 |               |               |               |         |                      |                               |         |
| 9900X   | 15/08/2024     | 499               | 12/24       | 4,4             | 5,6             | 960 KB        | 12 MB         | 64 MB         | AM5     | 24 Gen. 5 (Solo CPU) | DDR5-5600 MT/s (Dual Channel) | 120     |
| 9950X   | 15/08/2024     | 649               | 16/32       | 4,3             | 5,7             | 1280 KB       | 16 MB         | 64 MB         | AM5     | 24 Gen. 5 (Solo CPU) | DDR5-5600 MT/s (Dual Channel) | 170     |
| 9950X3D | 06/01/2025     | 699               | 16/32       | 4,3             | 5,7             | 1280 KB       | 16 MB         | 128 MB        | AM5     | 24 Gen. 5 (Solo CPU) | DDR5-5600 MT/s (Dual Channel) | 170     |